# Hirtaeschopalaea dorsana
Hirtaeschopalaea dorsana là một loài bọ cánh cứng trong họ Cerambycidae.